# Molekularbiologie

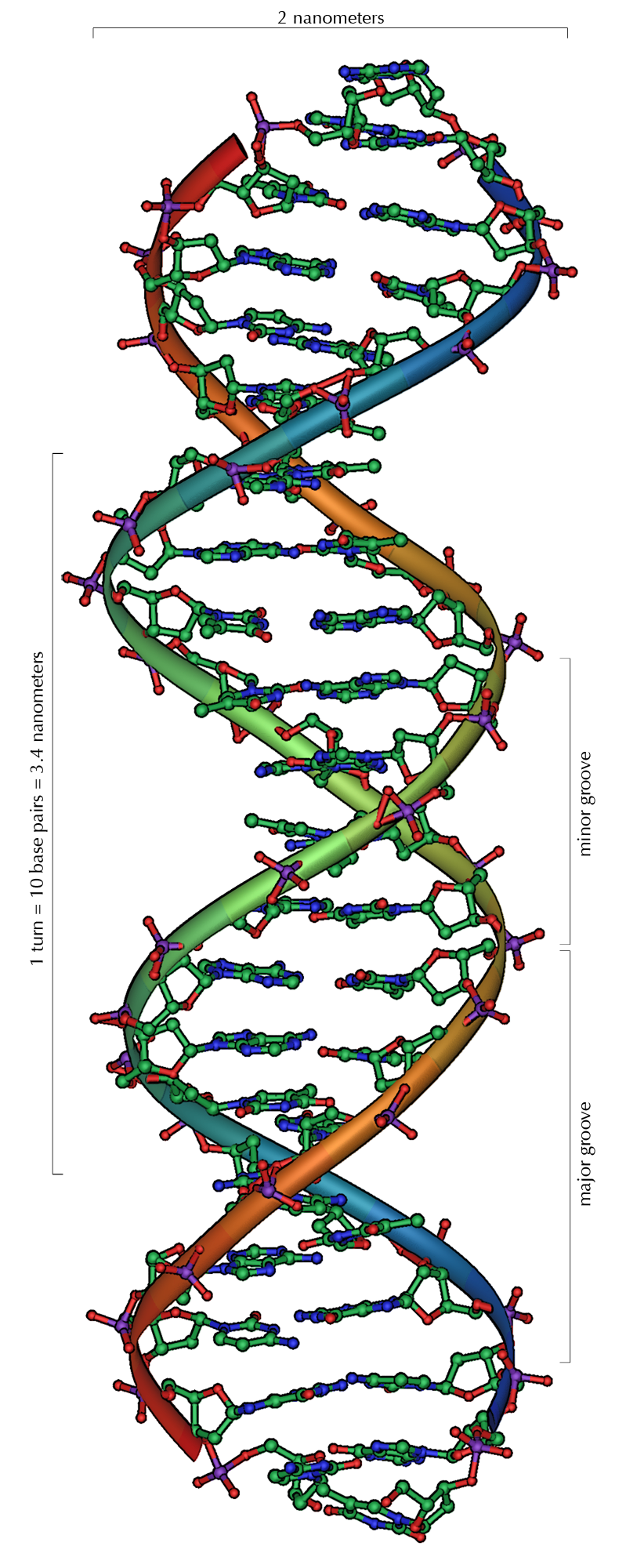
Strukturmodell eines Ausschnitts aus der DNA-Doppelhelix (B-Form) mit 20 Basenpaarungen.

Die Molekularbiologie ist die Beschäftigung mit der Struktur und Funktion biologischer Makromoleküle, befasst sich als solche mit der Struktur, Biosynthese und Funktion von DNA und RNA auf molekularer Ebene und untersucht, wie diese untereinander und mit Proteinen interagieren. Das Forschungsgebiet der Molekularbiologie überlappt dabei immer mehr mit weiteren Feldern der Biologie und Chemie, insbesondere der (molekularen) Genetik und der Biochemie. Die Grenzen zwischen diesen Fachbereichen sind dabei oft fließend. Der Name für dieses Fach wurde bereits in den 1930er Jahren verwendet, jedoch erst 1952 durch den englischen Physiker und Molekularbiologen William Astbury entscheidend geprägt.

## Geschichte
Ab 1985 fand die Polymerase-Kettenreaktion (PCR), mit deren Hilfe eine bestimmte DNA-Sequenz millionenfach vervielfältigt werden kann, breite Anwendung und ermöglichte die genauere Untersuchung der DNA, zum Beispiel mit Agarose-Gelelektrophorese. 1995 wurde mit Haemophilus influenzae das erste vollständige Genom sequenziert. 2001 wurde das menschliche Genom im Humangenomprojekt sequenziert.
Im Folgenden konnte die molekulare DNA-Struktur eines Gens mit der RNA und dem zugehörigen Protein und der Funktion dieses Proteins im Körper verknüpft werden und das Gebiet der Genomik, das sich mit der Erforschung des Aufbaus von Genomen und der Wechselwirkungen zwischen Genen befasst, entwickelte sich. 
Dazu wurden Datenbanken wie NCBI und Ensembl aufgebaut.

## Arbeitsfelder
Wichtige Arbeitsfelder sind die Erforschung der Genexpression und Genregulation auf allen Ebenen (Epigenetik, Transkription, Translation) und die Erforschung der Funktion der Proteine in der Zelle. Insbesondere die Wechselwirkung zwischen DNA und Proteinen in der Zelle sind ein Hauptaugenmerk. Hierdurch soll das Grundverständnis der Prozesse in einer Zelle verbessert werden.
Die gewonnenen Daten können wiederum in einer Vielzahl weiterer Felder eingesetzt werden. Zum Beispiel ist es mit Hilfe von molekularbiologischen Daten möglich, Krankheiten besser zu verstehen und die genaue Wirkungsweise und Entwicklung von Medikamenten zu verbessern. Auch die Aufklärung der genetischen Information durch Sequenzierung der DNA und RNA ermöglicht wesentliche Einsichten in die Evolution der Lebewesen. Vielfach werden die aufgrund morphologischer und anhand von Fossilien entwickelten Stammbäume des Systems der Lebewesen durch Sequenzdaten bestätigt oder auch widerlegt. Durch die Gentechnik ist es schließlich möglich, das Erbgut von Organismen zu verändern. So können beispielsweise in Bakterien oder in Nutztieren Hormone und andere körpereigene Substanzen des Menschen, aber auch andere neue Arzneistoffe hergestellt werden (Biotechnologie). Die Gentherapie befasst sich mit der Korrektur krankheitsauslösender genetischer Defekte und schleust über spezielle Methoden korrekte Gensequenzen (Vektoren) unter Austausch der defekten Abschnitte in die DNA ein. 
Im Bereich der Pflanzenzucht wird die Gentechnik bereits dazu benutzt, Gene für Krankheitsresistenzen oder Abwehrmechanismen gegen Fressfeinde oder konkurrierende Pflanzen einzuschleusen, so dass unter anderem die entsprechenden Stoffe von den Pflanzen selbst gebildet werden.
Molekularbiologische Forschungsinstitute im deutschsprachigen Raum sind neben universitären Einrichtungen unter anderen das European Molecular Biology Laboratory, verschiedene Max-Planck-Institute sowie das Deutsche Krebsforschungszentrum.

## Techniken
Molekularbiologische Methoden werden in der modernen biologischen und medizinischen Forschung angewandt, haben aber mittlerweile auch Einzug gehalten in der Kriminalistik und vielen anderen Bereichen des täglichen Lebens. Die Molekularbiologie verwendet dabei eine Vielzahl von biochemischen, mikrobiologischen, genetischen und gentechnischen Verfahren und kombiniert deren Ergebnisse, um einen größeren Kontext zu erhalten. Die Palette der Techniken ist auch hier fließend und erstreckt sich von In-vitro-Technik bis hin zu In-vivo-Untersuchung, wie zum Beispiel PCR, Klonierung, Mutagenese, rekombinante Expression, Hefe-Zwei-Hybrid-System, Zellkultur usw.